# Kullingsberg
Kullingsberg är en stadsdel i staden Alingsås som ligger nordöst om Göteborg. Stadsdelen är belägen alldeles bredvid Söderport som bara ligger ett stenkast ifrån Alingsås centrum.